# Kunstmuseum Liechtenstein

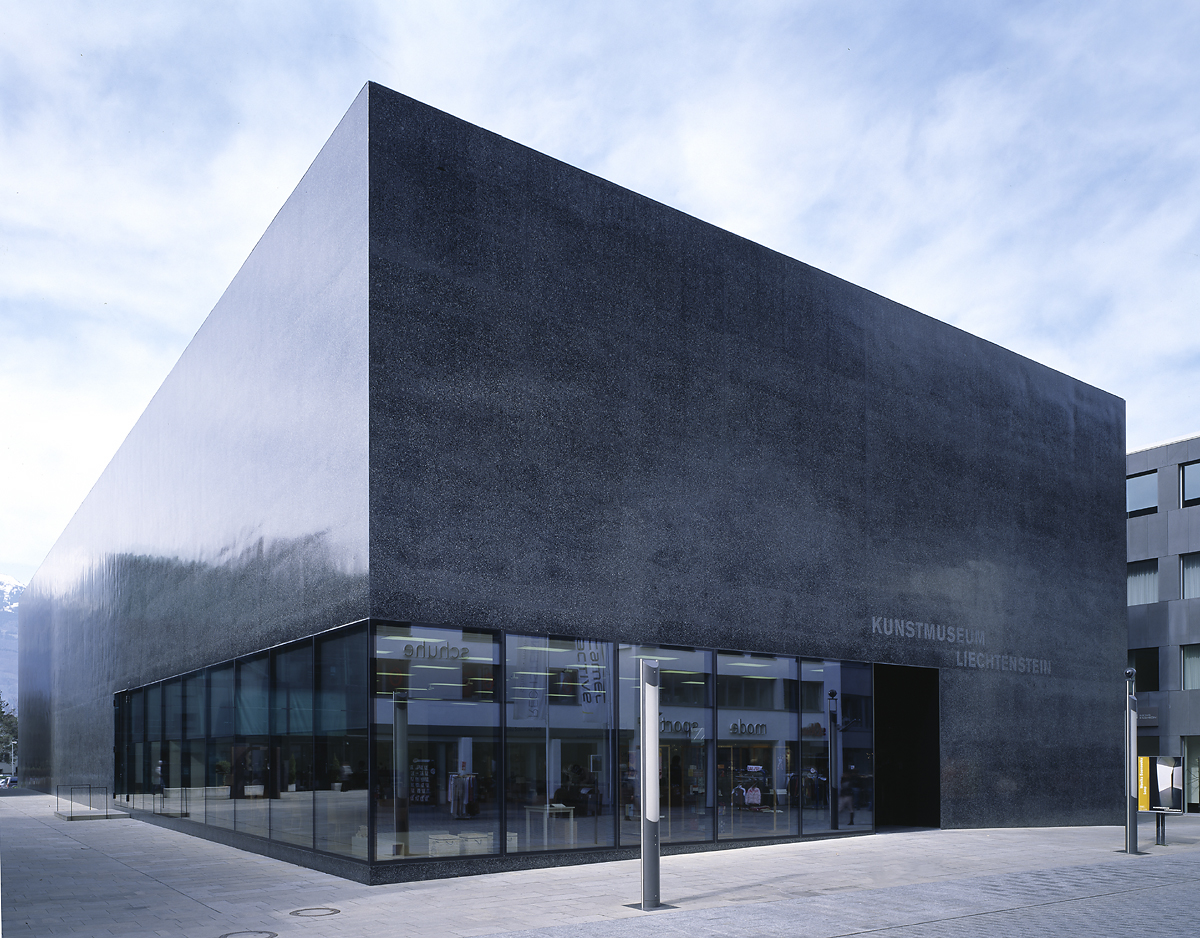
Kunstmuseum Liechtenstein

Het Kunstmuseum Liechtenstein is een museum voor moderne en hedendaagse kunst in Vaduz, de hoofdstad van Liechtenstein. Het gebouw werd in november 2000 geopend. De collectie van het museum van internationale moderne en hedendaagse kunst is ook de nationale kunstcollectie van het Vorstendom Liechtenstein.

## Geschiedenis
In 1967 ontving de staat een gift van tien schilderijen die resulteerde in de oprichting van de Staatliche Kunstsammlung Liechtenstein het volgende jaar. De eerste conservator van de collectie was Dr. Georg Malin, een Liechtensteins kunstenaar, historicus en kunsthistoricus. Al snel breidde de collectie van internationale moderne en hedendaagse kunst zich uit.
De bouw van het Kunstmuseum Liechtenstein kwam tot stand met de steun van een groep van particuliere donateurs, samen met de regering van Liechtenstein en de stad Vaduz, die de bouw van het museum plande en uitvoerde.
In augustus 2000 werd het gebouw officieel geschonken aan het Vorstendom Liechtenstein als een millenniumgeschenk. De overheid stichtte een openbare organisatie die het museum moest bedienen. Het Kunstmuseum Liechtenstein werd officieel geopend op 12 november 2000.
Sinds 1996 is Friedemann Malsch directeur van het Kunstmuseum Liechtenstein.

## Architectuur
Het Kunstmuseum Liechtenstein werd gebouwd door de Zwitserse architecten Meinrad Morger en Heinrich Degelo, samen met Christian Kerez. Samen hebben ze een museum gebouwd van grote structurele complexiteit en discrete eenvoud. De gesloten vorm is een "black box" van gekleurd beton en zwarte basaltsteen. Riviersteentjes ingebed aan de buitenkant van het gebouw zorgen voor een subtiele kleur, de vorming van een link naar het landschap van het Rijndal. Het met de hand gesneden oppervlak van de gevel nodigt tot ontroering en weerspiegelt de omgeving. Lange rijen ramen openen de zwarte kubus zowel binnen als buiten.
In de zwarte doos is een perfecte White Cube. Het gebouw is duidelijk gestructureerd met een maximum aan ruimte gewijd aan kunst. De zichtbare buitenkant van het gebouw komt overeen met de bijna precieze tentoonstellingsruimtes voor het publiek. Er zijn zes zalen ingericht rond twee diametraal tegenover elkaar staande trappen. De plattegrond doet denken aan zeilen van windmolens, wat het het mogelijk maakt om diagonaal uitzicht door het hele gebouw te hebben.
Op 14 november 2008 meldde Reuters op de toeristenwebsite dat het museum op een lijst met de tien lelijkste gebouwen en monumenten in de wereld verschenen was, volgens de resultaten van een onderzoek van hun redacteuren en lezers.